# Musée municipal de Saint-Dizier
Le  Musée de Saint-Dizier  est un musée de la ville de Saint-Dizier.

## Bâtiment
Dans la deuxième moitié du XIXe siècle, grâce aux démarches originelles de Jules-Félix Paulin, le Conseil municipal accepte le 4 novembre 1869, l'idée du concept de musée. Le 24 janvier 1870, une première vitrine contenant plusieurs dépôt d'objets de H. Gayot et Jules-Félix Paulin est présentée au sein de l'Hôtel de Ville. 
La guerre de 1870 interrompt pour une dizaine d'années le projet de musée et les objets sont rendus aux donateurs. En 1881, à l'initiative de Jules-Félix Paulin, membre de la Société des Lettres de Saint-Dizier, le musée fait sa réapparition au sein de l'Hôtel de Ville. Il devient propriété de la ville de Saint-Dizier en 1884. En février 1884, Louis Houdard-Casalta est nommé conservateur du musée jusqu'à sa démission en 1909. 
Les objets sont exposés dans une grande salle de l'Hôtel de Ville. La Seconde Guerre mondiale a pour conséquence de disperser une partie des collections. En 1950, le musée rouvre dans une partie de l'hôtel. Vladimir Stchépinsky est nommé conservateur le 1er octobre 1950 et conservera cette fonction jusqu'en 1975. Le 19 juin 1964, le musée emménage dans l'ancien Hôtel de Postes (voir photo ci-contre). 
Le musée a été fermé au public d'octobre 2007 à février 2013. Pendant cette fermeture, le musée a réalisé une exposition temporaire Nos ancêtres les Barbares, voyage autour de trois tombes de chefs francs qui a reçu le Label national et qui a été présentée à l'espace Camille-Claudel. Cette exposition a été un grand succès et a accueilli plus de 35 000 visiteurs, du 28 novembre 2008 au 20 octobre 2009, elle a ensuite été accueillie par d'autres musées. Le musée a rouvert après un long travail de rénovation intérieure du bâtiment, et surtout après le récolement décennal (inventaire des collections) entrepris d'octobre 2009 à décembre 2012. 

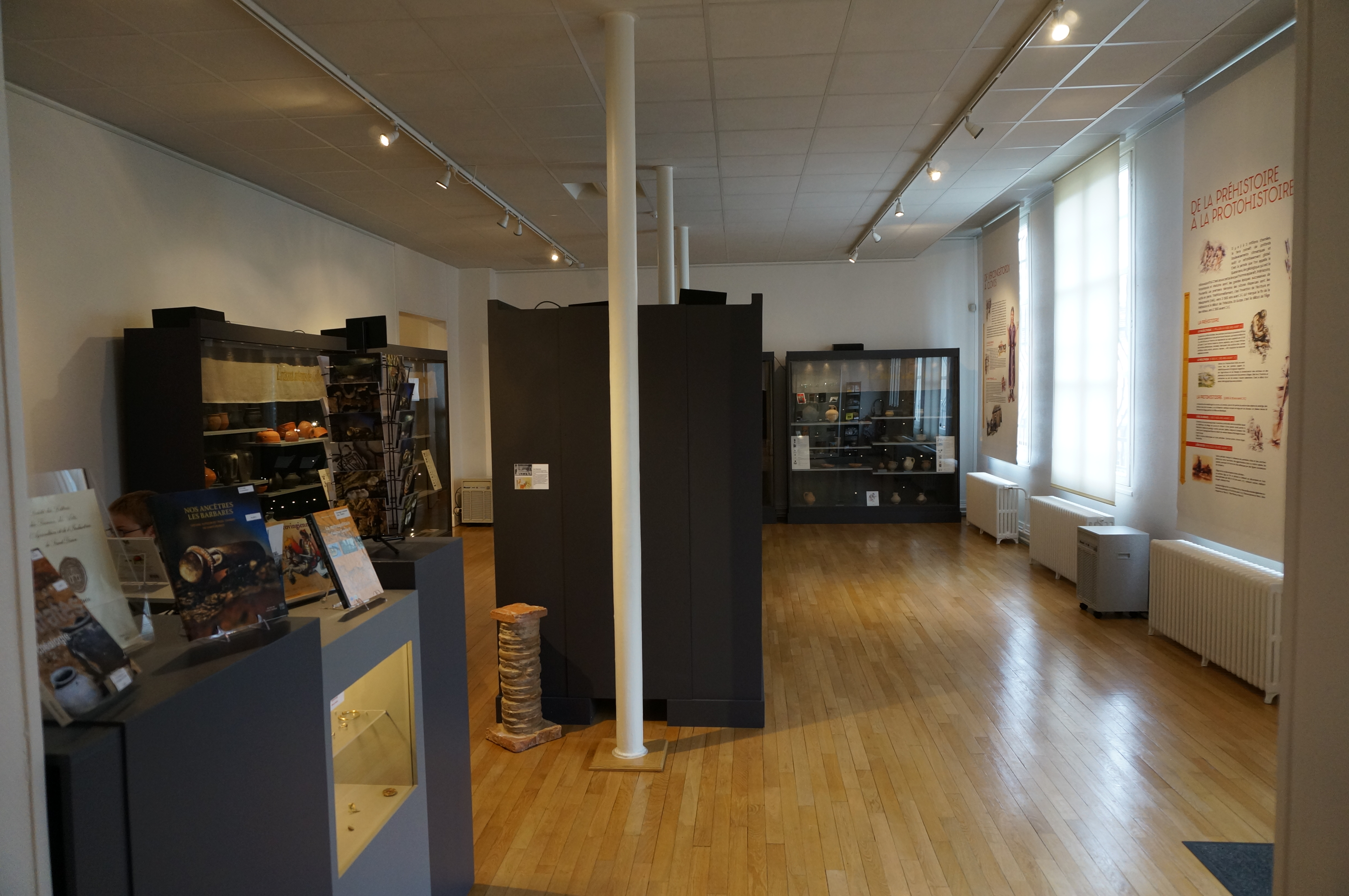
La salle archéologique.

Labellisé musée de France depuis 2002, le musée est situé au 17 rue de la Victoire, pour l'entrée publique et l'entrée du personnel, le musée se trouve au centre-ville, à côté de l'Hôtel de Ville et donne sur le square Winston-Churchill. Les expositions temporaires sont situées dans quatre salles au rez-de-chaussée du bâtiment. Le premier étage accueille les bureaux de la Conservation et des salles pour les expositions temporaires qui sont actuellement occupées par les collections dans l'attente de nouvelles réserves. 

## Description
La salle des trésors de Saint-Dizier regroupe les pièces issues des fouilles préventives du site de la Tuilerie  avec reconstitution des trois sépultures, un jeune homme, une jeune femme et une personne âgée. Des films présentent de déroulement des fouilles.

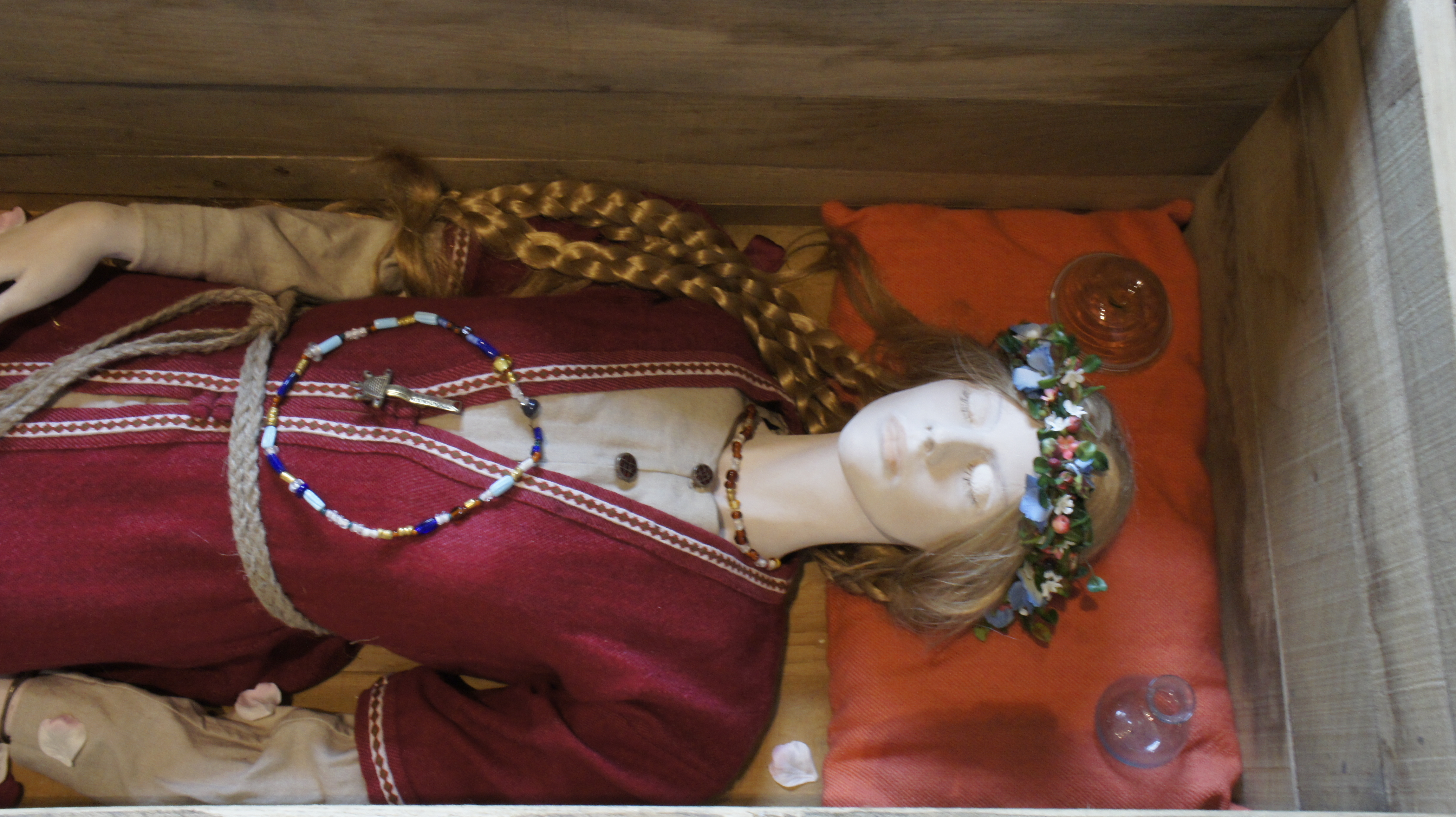
Reconstitution de la sépulture de la jeune femme, présentation au Musée Saint-Rémi de Reims.

Le jeune homme, sépulture 11 mesurait 1,82m, était lige de Thierry Ier pour la région de Saint-Dizier et portait une épée symbole de sa charge, le double anneau, sur la face intérieure du pommeau était gravé ALU (Ansuz, Laguz, Uruz ) en alphabet runique. Une double interprétation est possible : c'était le nom de l'épée mais aussi référait à la bière (ale) ou «je me multiplie, je me lève» qui donnerait le soutien à Thierry I. Elle avait aussi sur la face exposée deux ronds, une double volute d'or et un bouton d'ivoire. Cette épée runique est une des très rares trouvées en France. Une autre épée à anneaux a été trouvée à Chaouilley et se trouve au musée de Saint-Germain-en-Laye. Une épée runique a été découverte au cimetière mérovingien de Grenay, maintenant dans les collections du musée de Béthune ; une autre dans la sépulture 21 de Fréthun, visible au Musée de France d'Opale Sud.

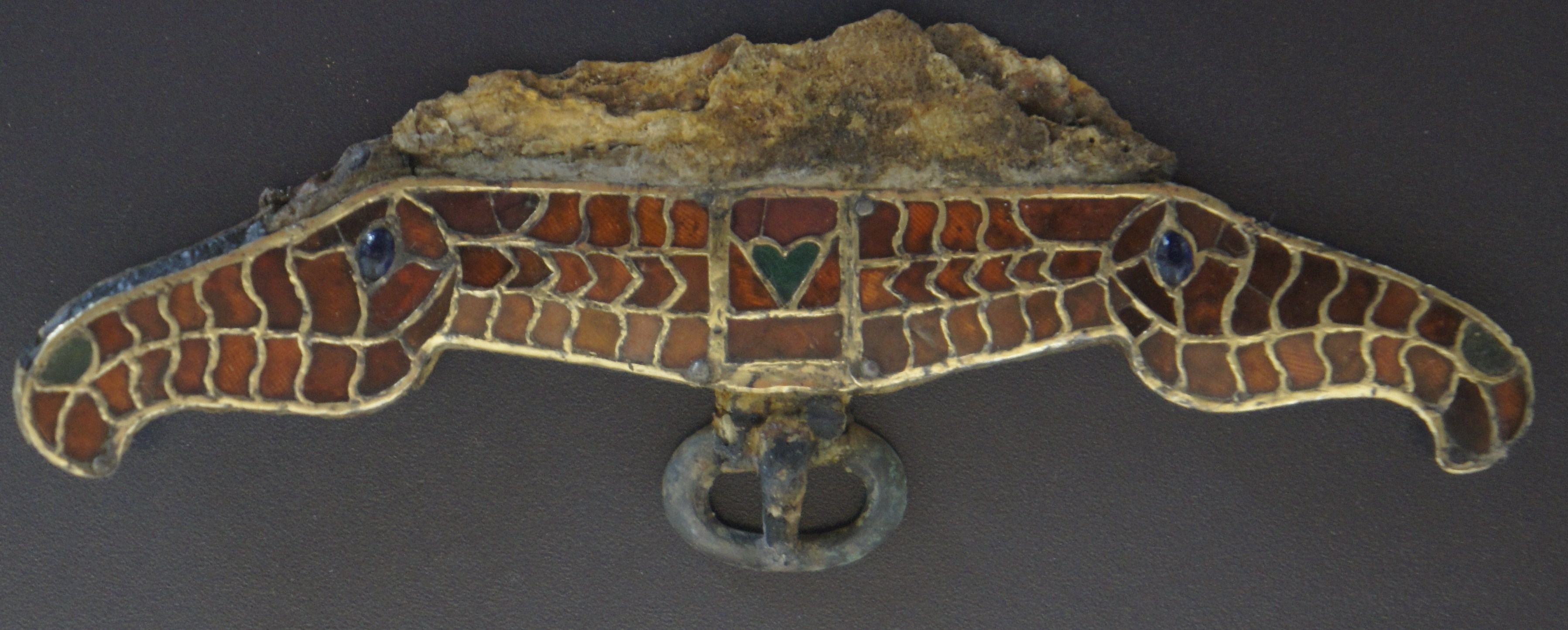
Fermoir d'aumônière, or, argent, grenat, verre et lapis-lazulis.
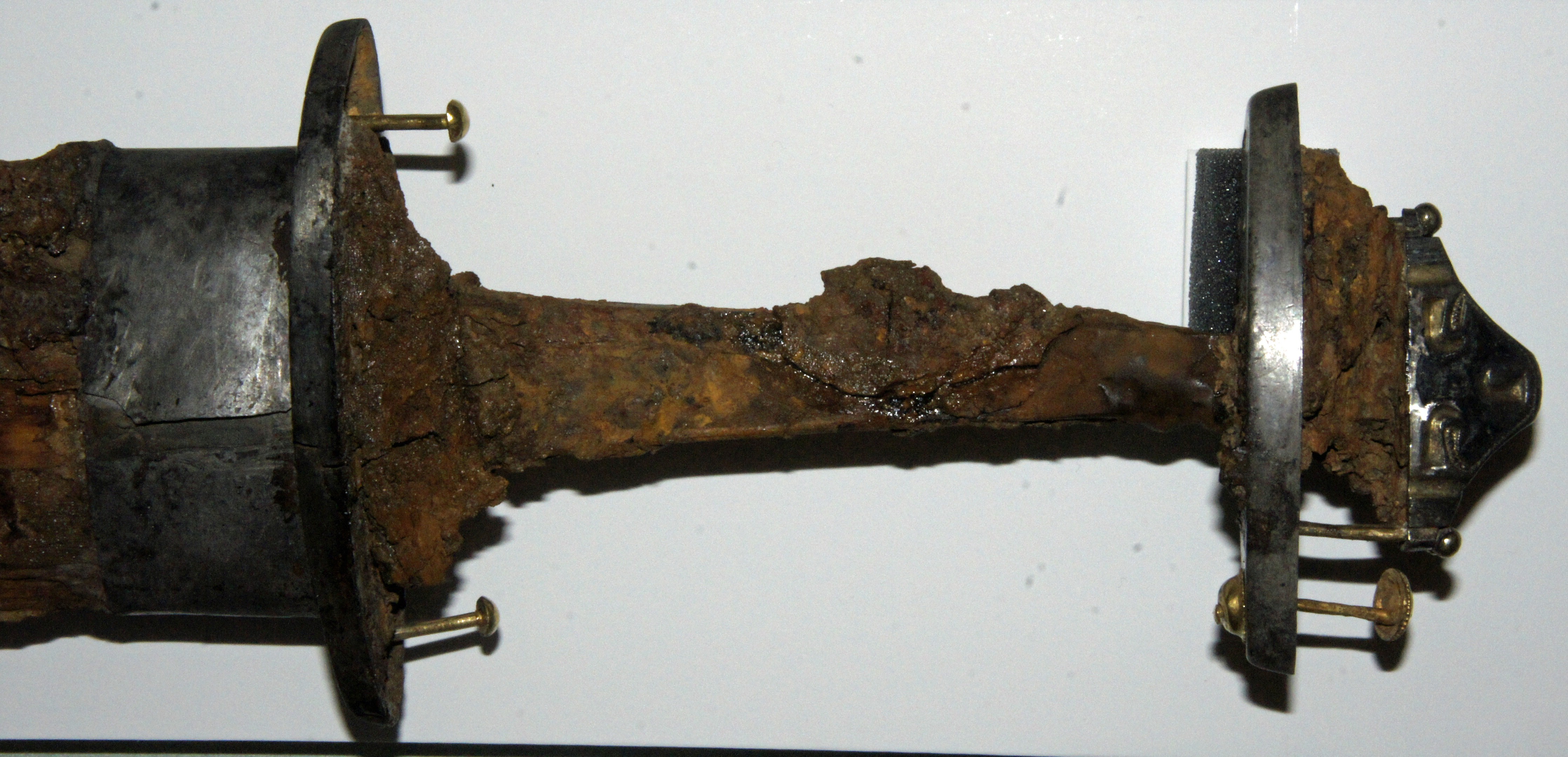
Épée.
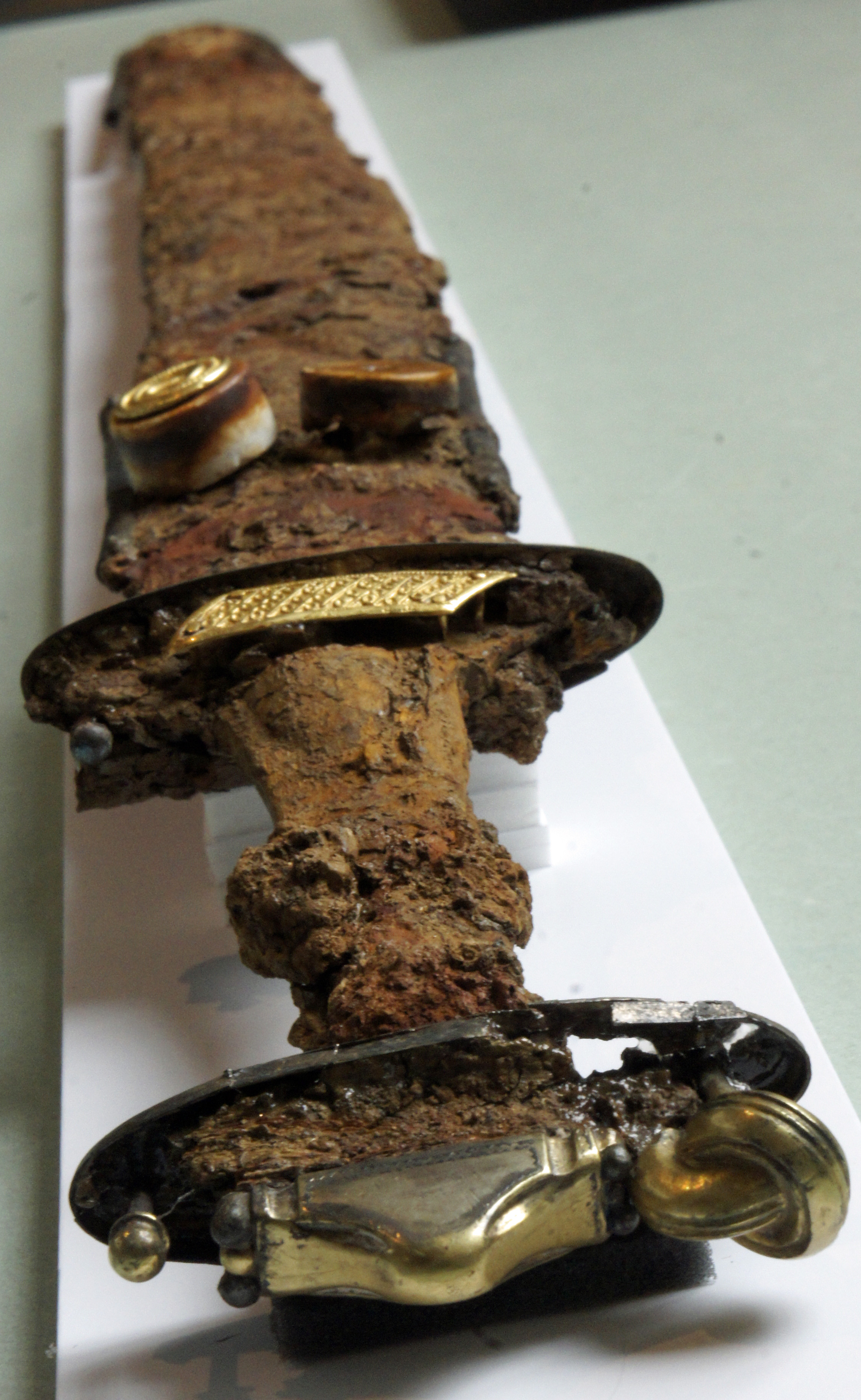
Épée avec runes et double anneau doré.
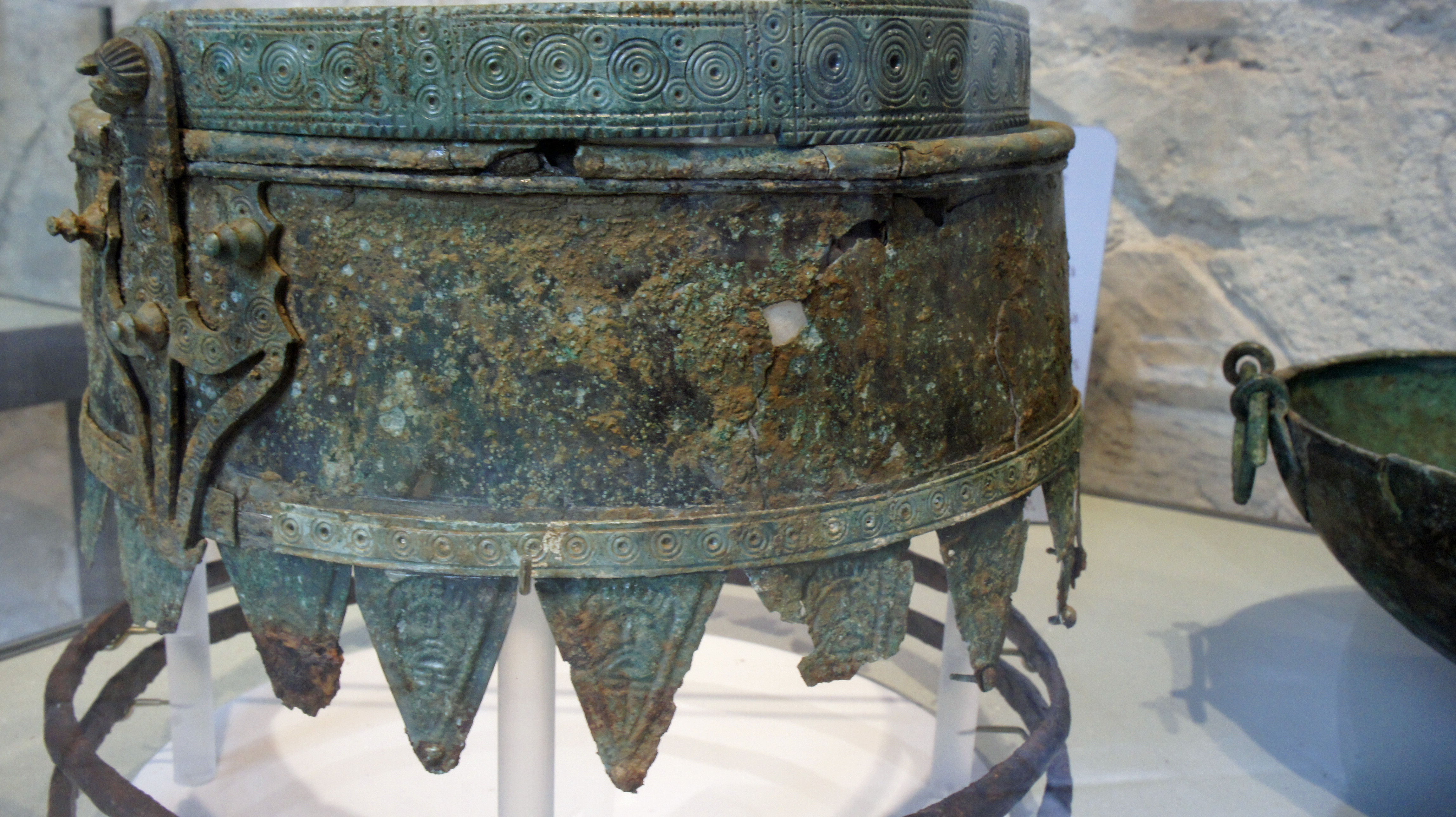
Sceau bronze, bois et fer.

Une salle ornithologique, collection Jean-François Lescuyer avec des vitrines art déco et une momie précolombienne rapportée de Colombie par le baron de Diétrich en 1892.

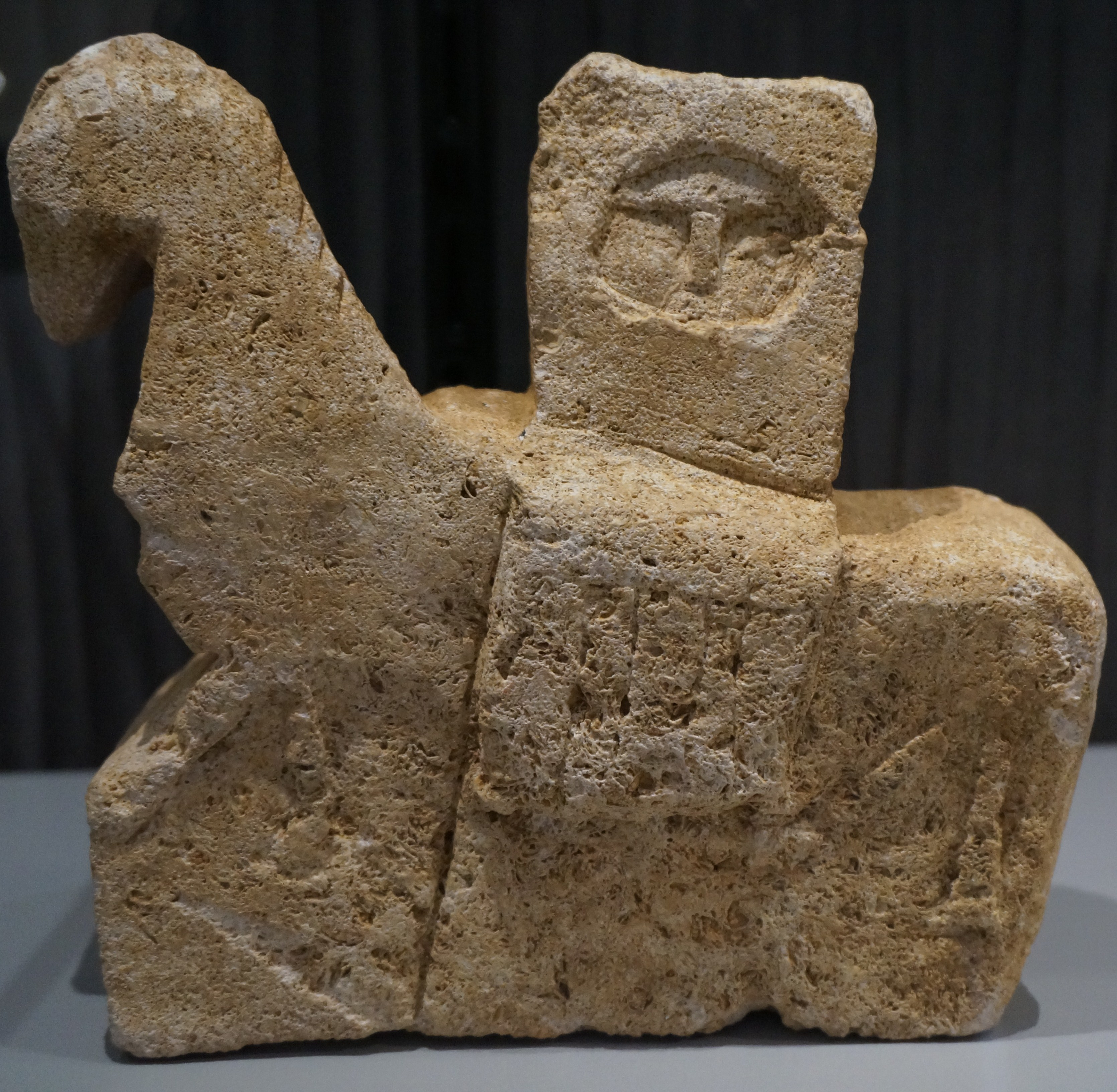
Sculpture de la déesse Épona découverte à Perthes (Haute-Marne).
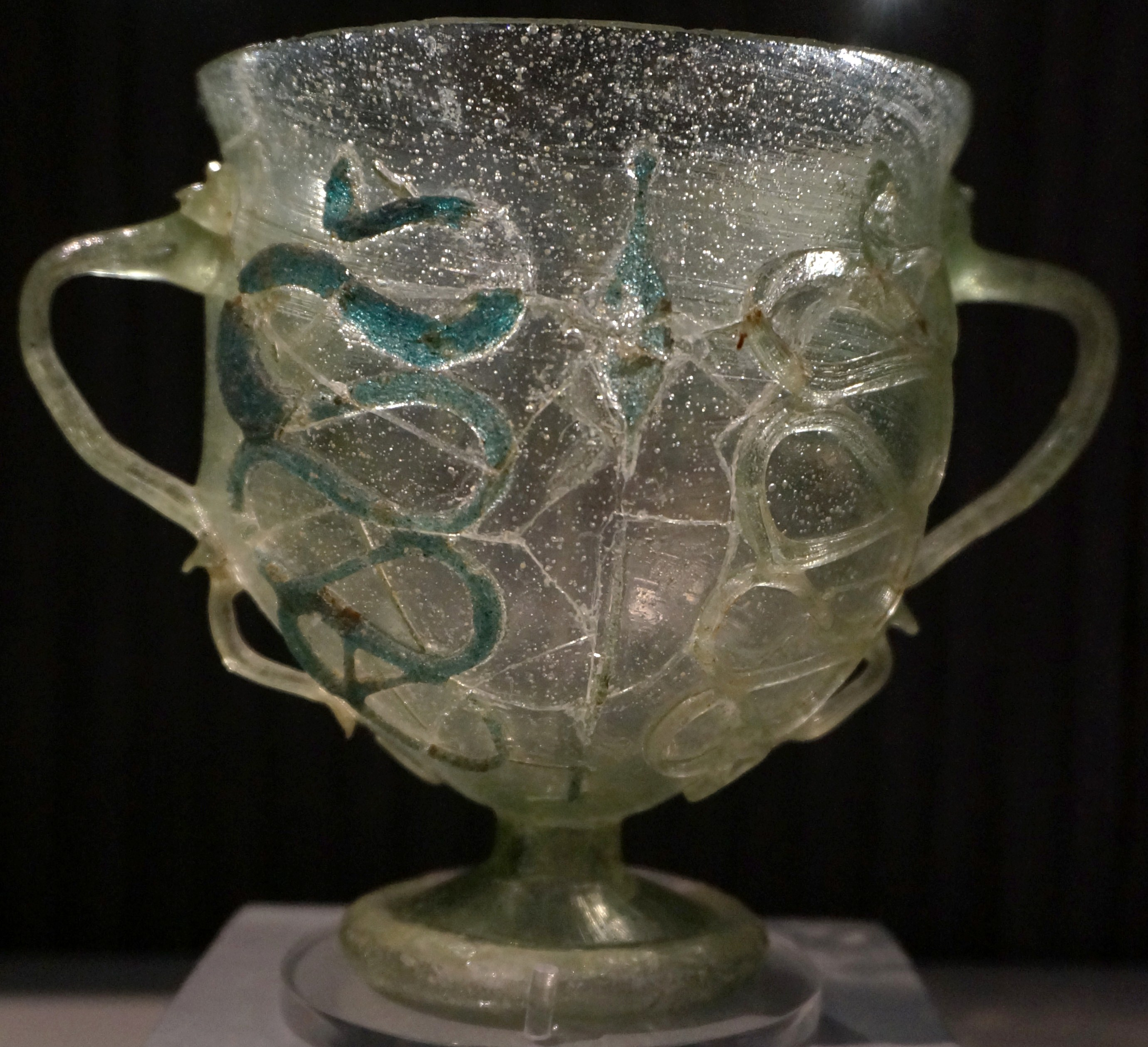
Canthare.
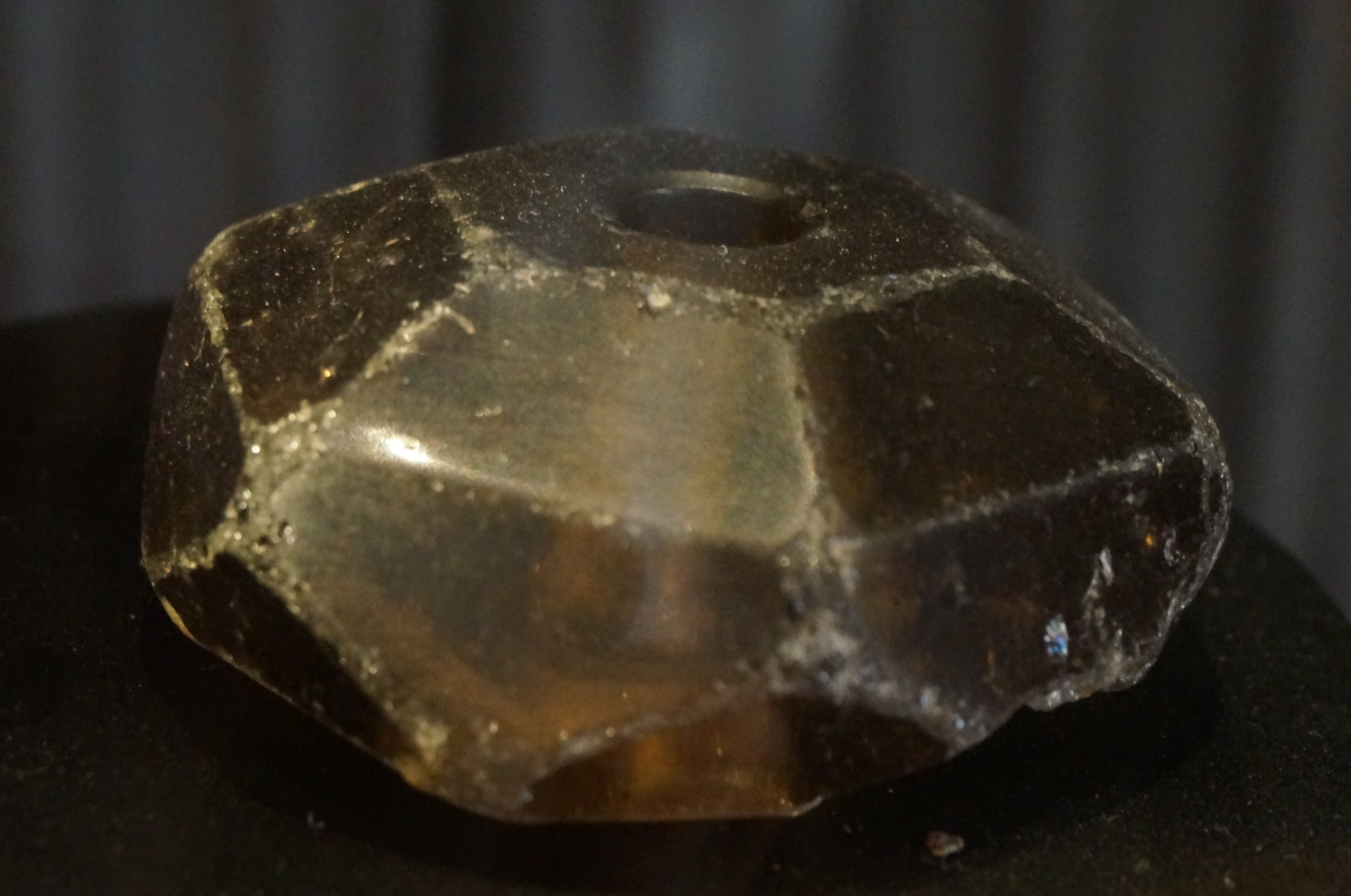
Grosse perle de quartz 5,5cm.
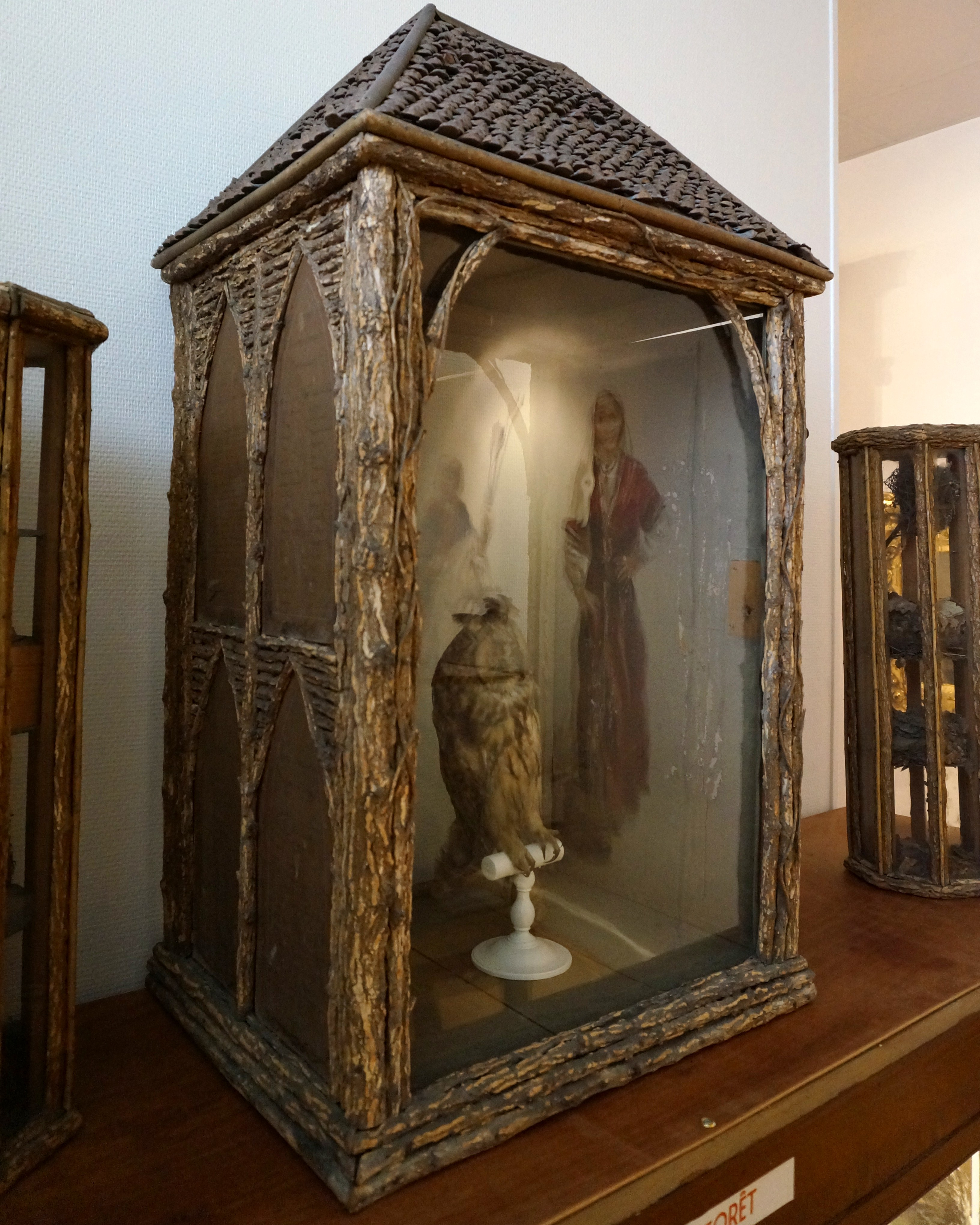
Vitrine des animaux de la forêt.

Une salle présente des fontes d'art issues des fonderies de Saint-Dizier et plus particulièrement de celle du Val d'Osne et Varenne produisant les fontes de Mathurin Moreau, Isidore Bonheur ou Hector Guimard.

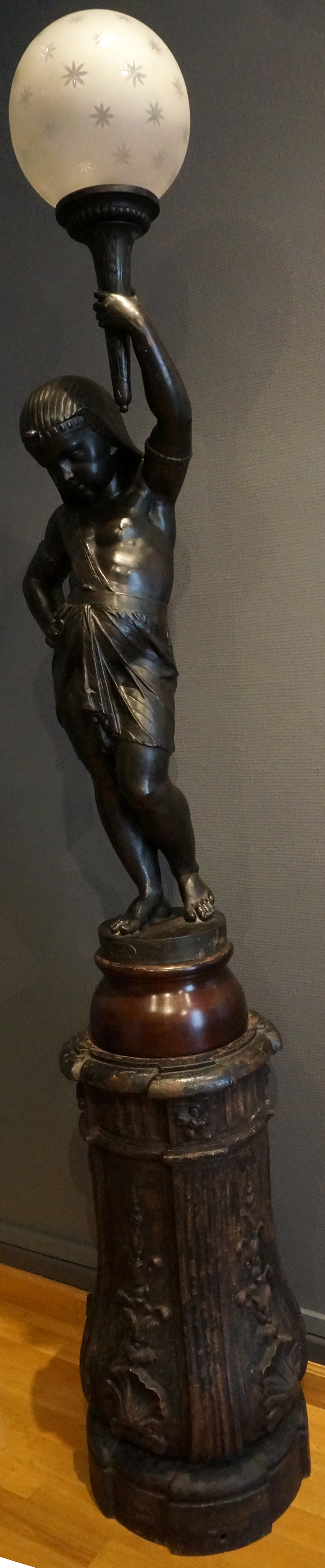
Égyptien par Mathurin Moreau.
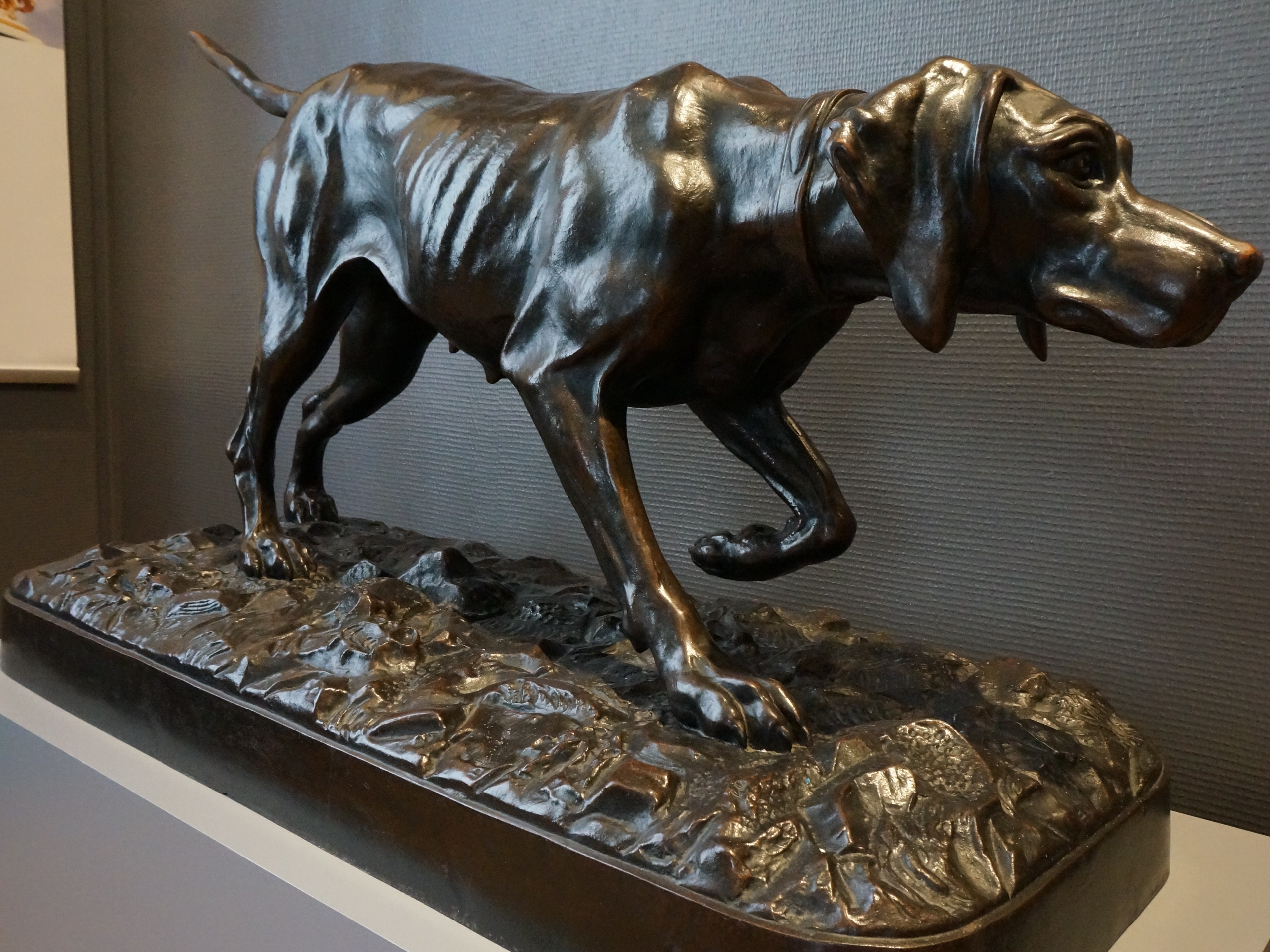
Chienne par Isidore Bonheur.
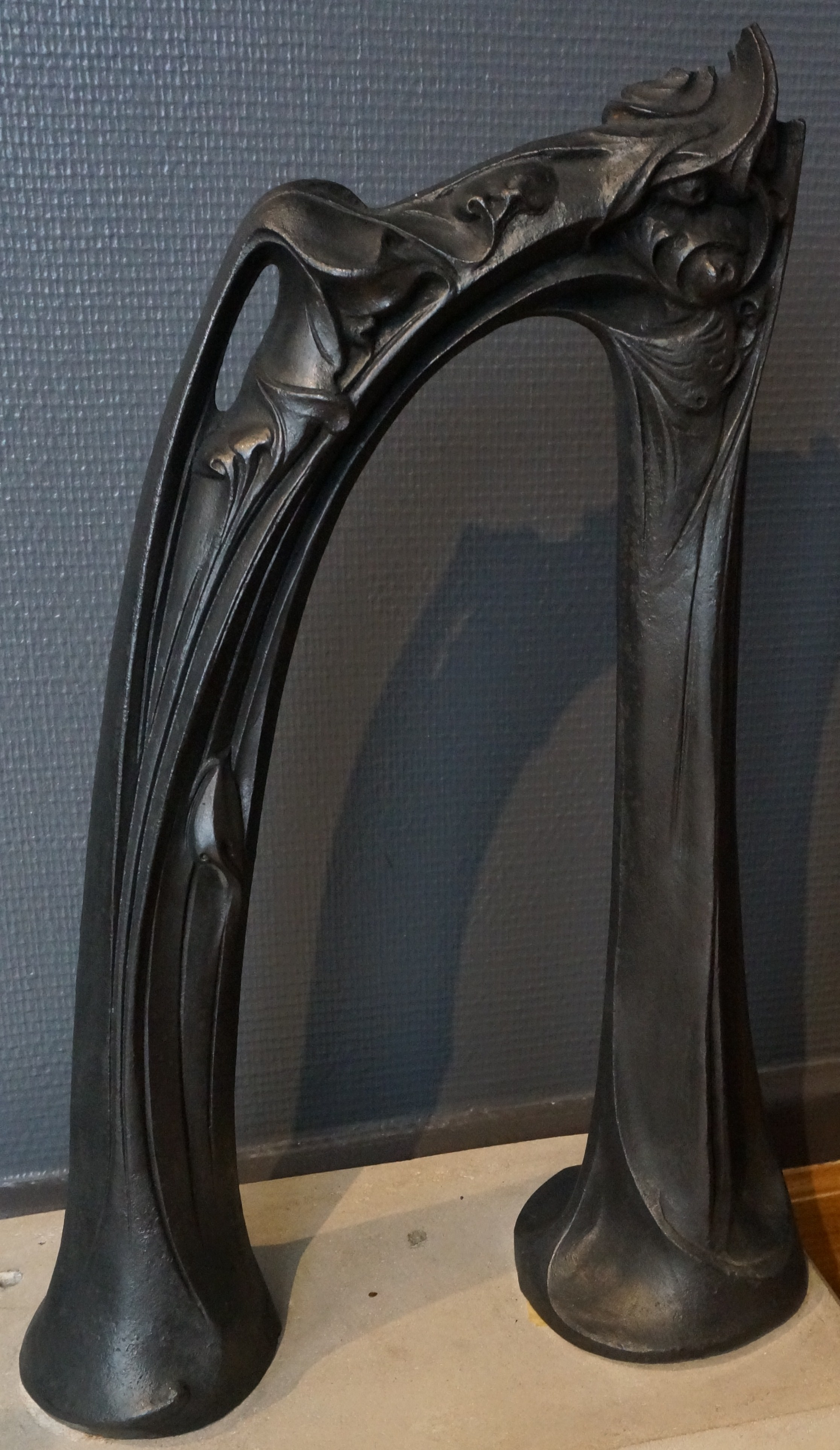
Chasse-roue par Guimard.
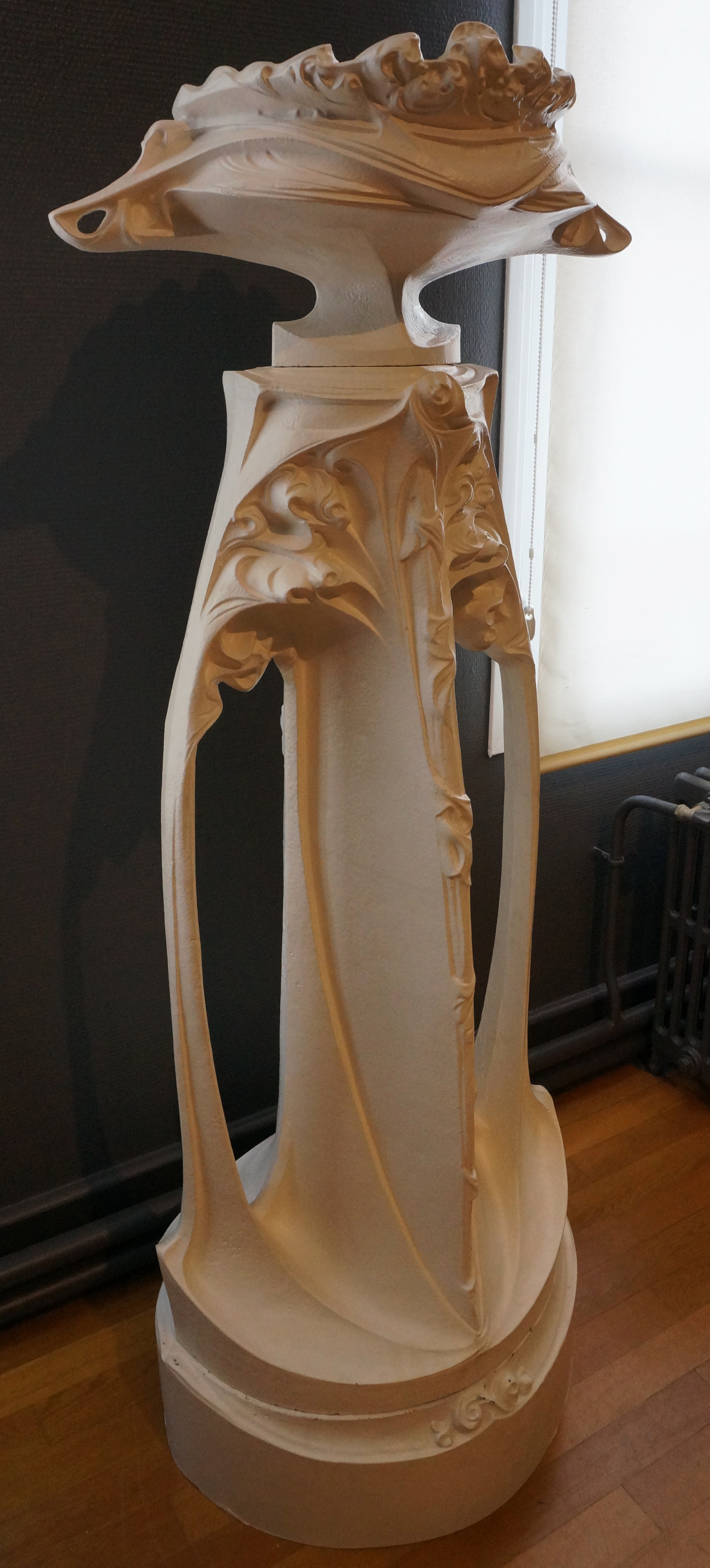
Vasque avec socle par Guimard.

Une salle archéologique où sont exposés des objets, de la Préhistoire au Moyen Âge, de fouilles régionales.

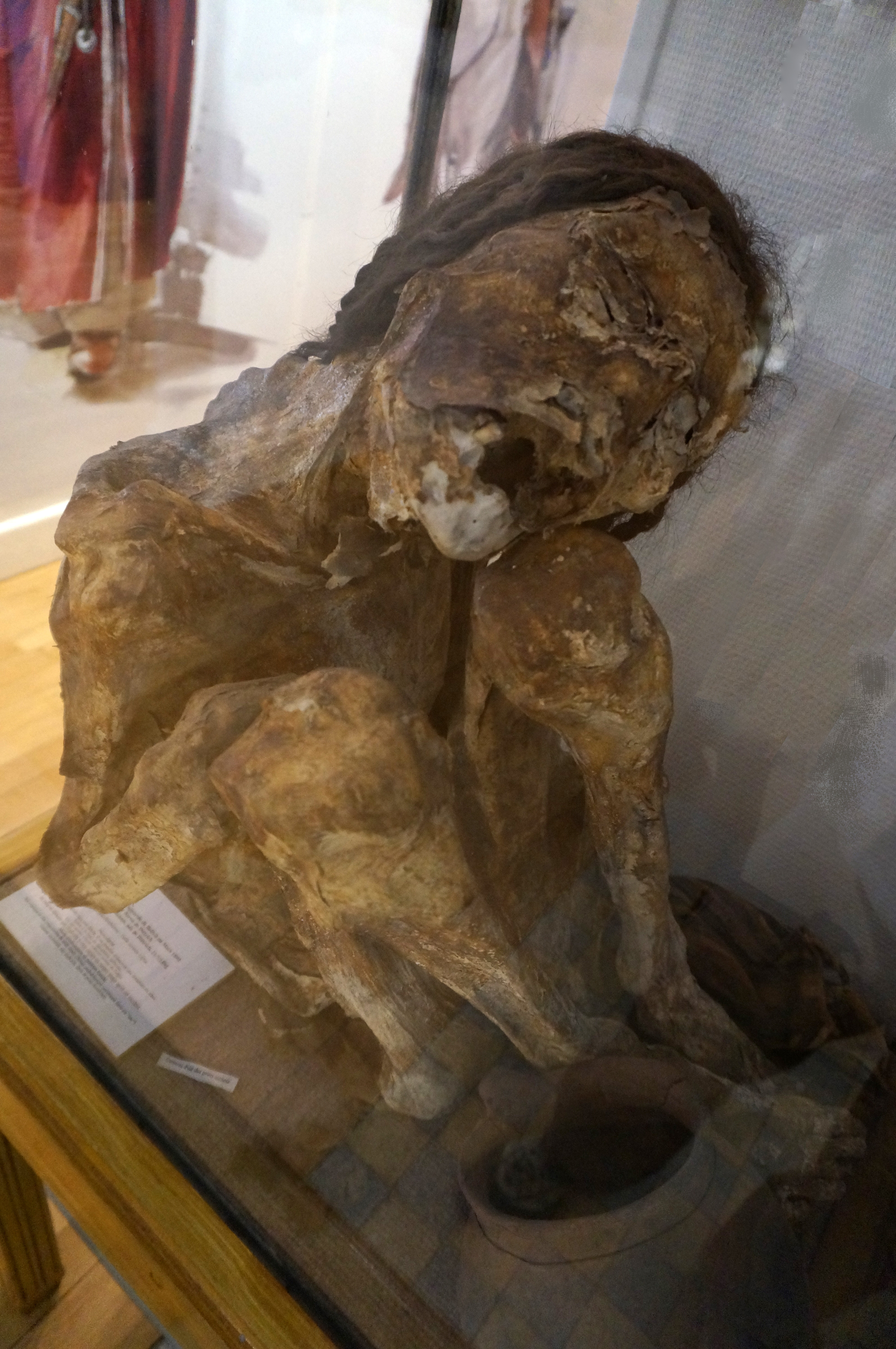
Momie précolombienne
.